# Keisuke Satsuke
Keisuke Satsuke (皐月啓左?, Satsuke Keisuke; 6 maggio 1941) è un ex pallanuotista giapponese.
Ha partecipato, come membro del Giappone, alle Olimpiadi di Tokyo 1964, partecipando al torneo di pallanuoto.